# تفجير ملهى الدلافين

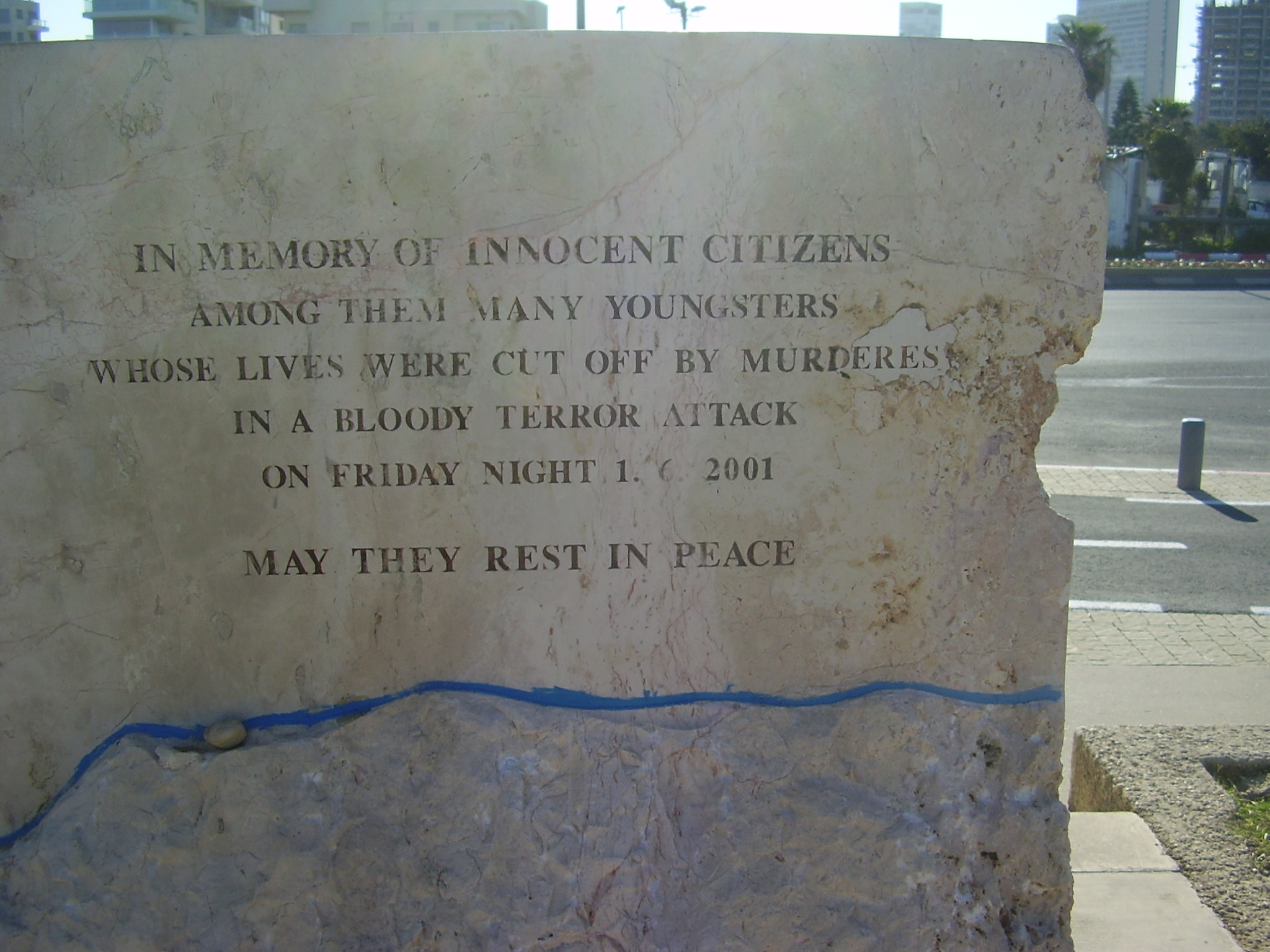
نُصب تذكاري لقتلى تفجير ملهى الدلافين من المستوطنين الإسرائليين

تفجير ملهى الدلافين هو عملية نفذتها حركة المقاومة الإسلامية (حماس) في 1 يونيو 2001، حيث قامت بتفجير ملهى ليلي في تل أبيب بإسرائيل، مما أسفر عن مقتل 25 إسرائيلي. أغلب القتلى من الفتيات في سن المراهقة الذين هاجرت أسرهم من الاتحاد السوفيتي إلى تل أبيب، وكان من بين القتلى جندي إسرائيلي.

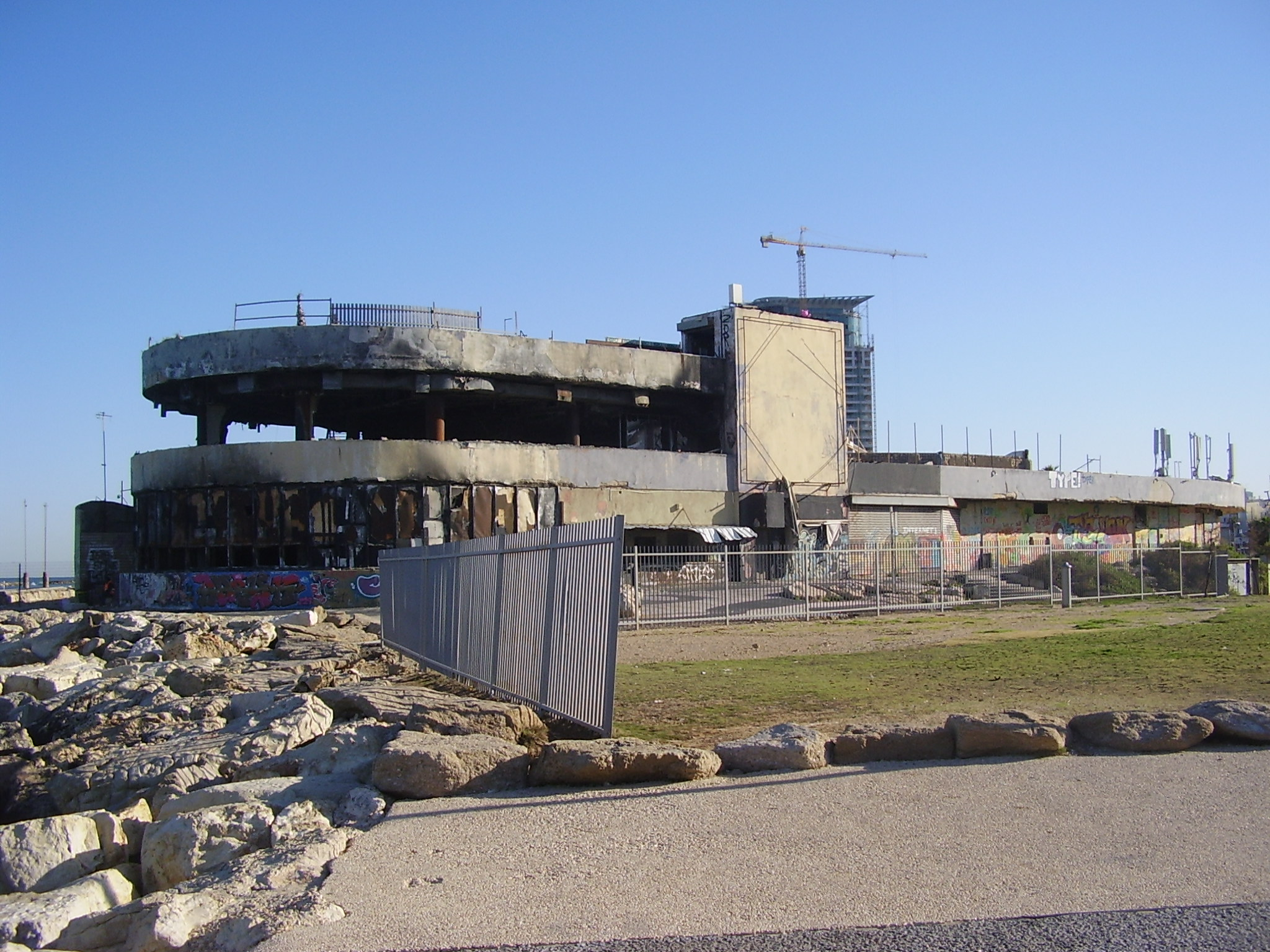
صورة لملهى الدلافين المهجور في عام 2012